# Kazimierz Wierzyński

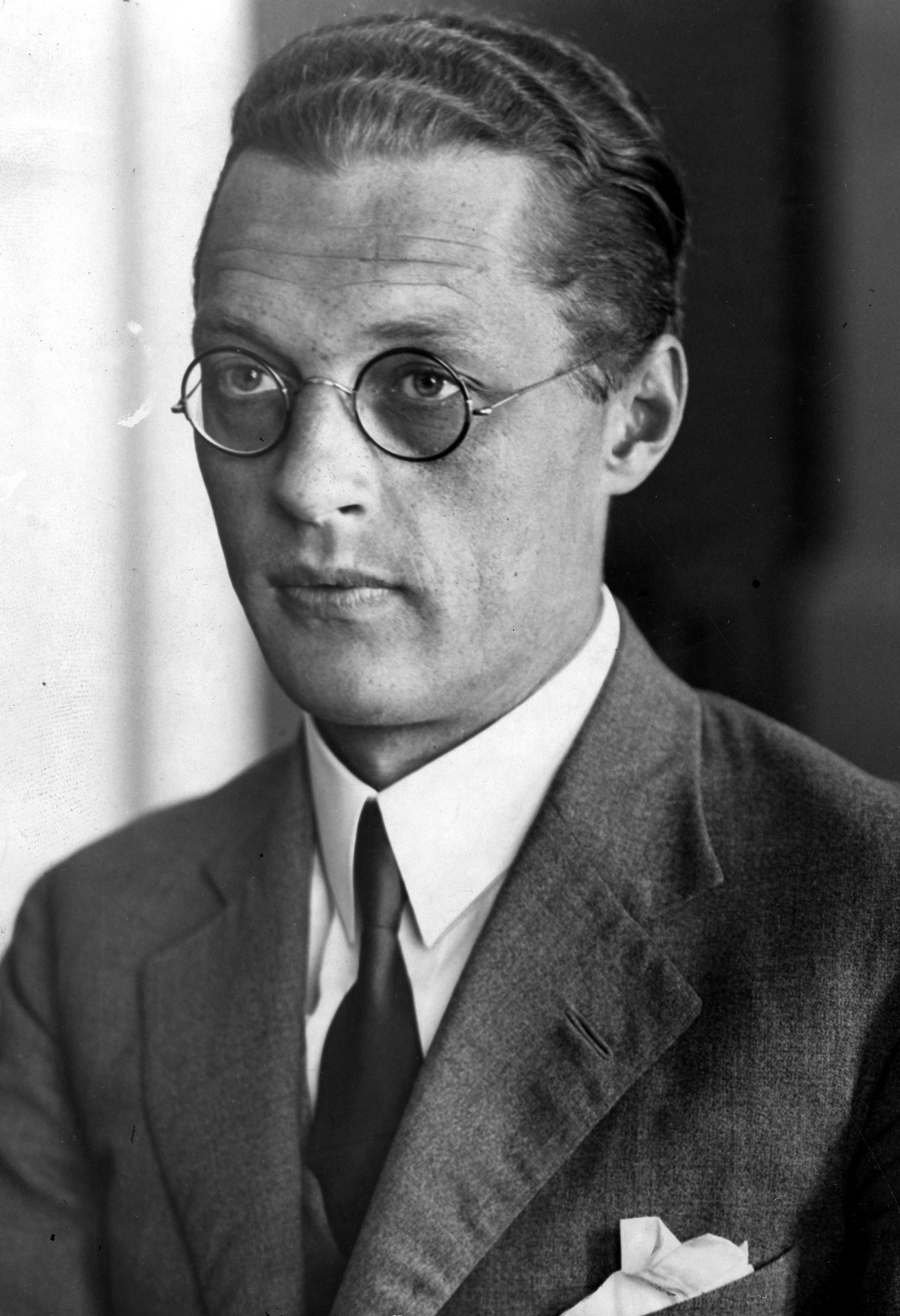
Kazimierz Wierzyński

Kazimierz Wierzyński (Drohobycz, Oostenrijk-Hongarije, 27 augustus 1894 – Londen, 13 februari 1969) was een Poolse schrijver.

## Levensloop
Na beëindiging van het gymnasium in 1912 studeerde Wierzyński een jaar filologie aan de Jagiellonische Universiteit in Krakau en daarna slavistiek, germanistiek en filosofie aan de Universiteit van Wenen. Bij de uitbraak van de Eerste Wereldoorlog nam hij dienst in het Legion Wschodni van Generaal Józef Haller. Na hun opheffing werd hij opgenomen in het Oostenrijkse leger. In 1915 raakte hij in Russisch krijgsgevangenschap. 
Na de oorlog ging hij naar Warschau, waar zijn literaire loopbaan begon. Hij publiceerde tot 1938 tien bundels gedichten en stichtte met Antoni Slonimski, Julian Tuwin, Jan Lechon en Jaroslaw Iewaskiewicz het tijdschrift en de dichtersgroep Skamander. Hij gaf de tijdschriften Kultura (1931–1932) en Przegląd Sportowy (1926–1931) uit en werkte als literatuur- en theatercriticus voor de Gazeta Polska. Bij de kunstwedstrijden van de Olympische Zomerspelen in Amsterdam won hij de gouden medaille in de categorie lyrica. In 1936 werd hij met de nationale prijs voor literatuur onderscheiden, en twee jaar later werd hij lid van de Poolse literatuuracademie.
Na de uitbraak van de Tweede Wereldoorlog werd hij met de  Gazeta Polska naar Lemberg/Lwow geëvacueerd. Vandaar vluchtte hij voor de Duitse bezetting eerst naar Frankrijk, later via Portugal en Brazilië naar de Verenigde Staten. 
Tijdens die oorlogsjaren publiceerde hij bijna ieder jaar een dichtbundel. Na de oorlog werkte hij in Londen voor Mieczyslaw Grydzewskis Wiadomości en voor Radio Vrij Europa. Nog op de dag van zijn dood werkte hij aan zijn laatste gedichtband Sen mara (Droomslaap).
Zijn as werd in 1978 naar Polen gebracht. 

## Werken

### Poëzie
- Wiosna i wino, Warschau 1919
- Wróble na dachu, Warschau 1921
- Wielka Niedźwiedzica, Warschau 1923
- Pamiętnik miłości, Warschau 1925
- Laur olimpijski, Warschau 1927
- Pieśni fanatyczne, Warschau 1929
- Rozmowa z puszczą, Warschau 1929
- Gorzki urodzaj, Warschau 1933
- Wolność tragiczna, Warschau 1936
- Kurhany, Warschau 1938
- Barbakan warszawski, Nizza 1940
- Ziemia-Wilczyca, Londen 1941
- Róża wiatrów, New York 1942
- Ballada o Churchillu, New York 1944
- Podzwonne za kaprala Szczapę, New York 1945
- Krzyże i miecze, Londen 1946
- Korzec maku, Londen 1951
- Siedem podków, New York 1954
- Tkanka ziemi, Parijs 1960
- Kufer na plecach, Parijs 1964
- Czarny polonez, Parijs 1968
- Sen mara, Parijs 1969

### Proza
- Granice świata, Erzählungen, Warschau 1933
- W garderobie duchów Theaterimpressionen, Lemberg, Warschau 1938
- O Bolesławie Leśmianie, Rede bei einer Sitzung der Polnischen Akademie für Literatur, Warschau 1939
- Współczesna literatura polska na emigracji, New York 1943
- Pobojowisko, Erzählungen, New York 1944
- Życie Chopina, New York 1953
- Cygańskim wozem. Miasta, ludzie, książki, Londen 1966
- Moja prywatna Ameryka, Londen 1966

### Vertaald werk
in Memento, Pegasus 2005, zijn vertaald door Gerard Rasch zes gedichten van Wierzyński opgenomen:
- ’t Is groen in mijn hoofd
- Haver
- Noot
- Ik hoor de tijd
- ’s Nachts word ik wakker
- Op de bodem

- Bibsys: 90817712
- Bibliothèque nationale de France: cb12082850b (data)
- CiNii: DA11464819
- Gemeinsame Normdatei: 118632582
- International Standard Name Identifier: 0000 0000 8148 2240
- Library of Congress Control Number: n86003157
- Bibliotheek van het Japanse parlement: 00460877
- Nationale Bibliotheek van Tsjechië: jn20000701966
- Nationale bibliotheek van Australië: 35587565
- Nationale Bibliotheek van Israël: 987007280156705171
- Nationale en Universitaire bibliotheek Zagreb: 000033305
- Nederlandse Thesaurus van Auteursnamen: 070042438
- Réseau des bibliothèques de Suisse occidentale: 02-A000176533
- SNAC: w67s7xfk
- Système universitaire de documentation: 029140838
- Trove: 1005268
- Virtual International Authority File: 68954389
- WorldCat: E39PBJgH9c73Cpx4xfWvbwtVG3